# The Front Room
The Front Room es una película estadounidense horror psicológico escrita y dirigida por los hermanos Eggers (en su debut cinematográfico). La película está basada en el cuento de 2016 del mismo nombre de Susan Hill y está protagonizada por Brandy Norwood, Kathryn Hunter y Andrew Burnap.
La película fue estrenada en los Estados Unidos el 6 de septiembre de 2024 por A24.

## Premisa
Una joven pareja recién embarazada se ve obligada a asumir la responsabilidad de una madrastra separada.

## Reparto
- Brandy Norwood como Belinda
- Kathryn Hunter como Solange
- Andres Burnap
- Neal Huff

## Producción
El 25 de agosto de 2022, se informó que Max y Sam Eggers, hermanos de Robert Eggers, escribirían y dirigirían The Front Room, una película de terror psicológico protagonizada por Brandy Norwood, Kathryn Hunter y Andrew Burnap.   La película está basada en el cuento del mismo nombre de Susan Hill, publicado en su colección de 2016 The Travelling Bag and Other Ghostly Stories.  A mediados de febrero de 2023, Screen Daily informó que la película se encontraba en postproducción. 

## Estreno
The Front Room se lanzó en los Estados Unidos el 6 de septiembre de 2024.